# William H. Macy

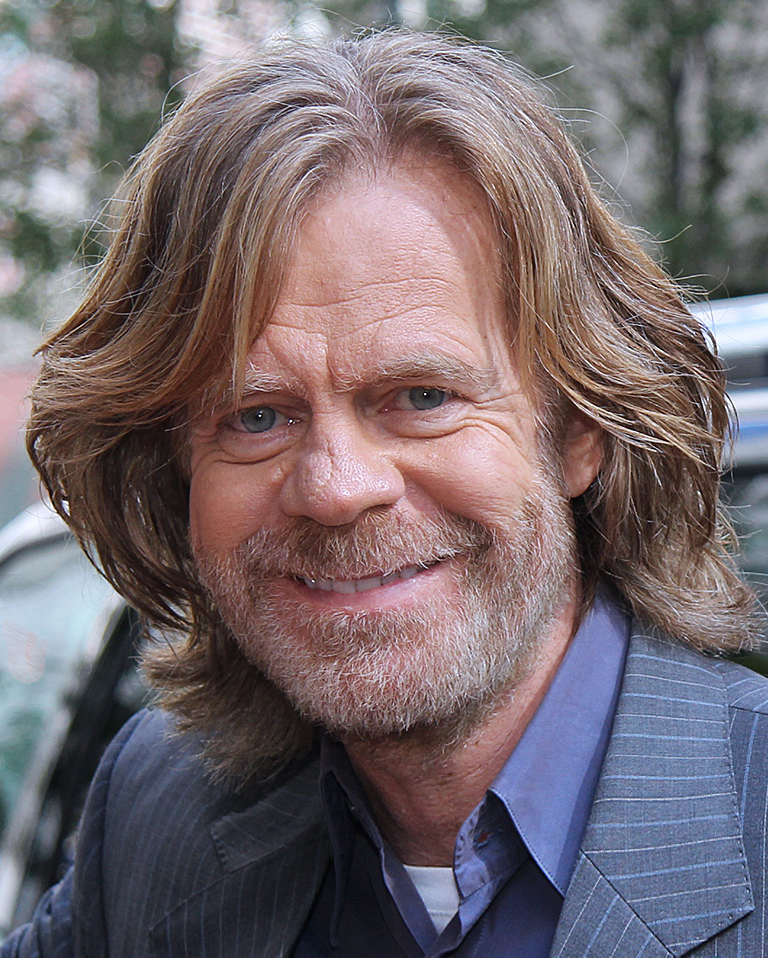
William H. Macy auf dem Toronto International Film Festival (2012)

William Hall Macy (* 13. März 1950 in Miami, Florida) ist ein US-amerikanischer Schauspieler, Drehbuchautor und Regisseur.

## Leben
Seine erste Rolle hatte er als kleiner Junge in dem Stück Camelot. Am Goddard College in Vermont lernte er die Regisseure und Autoren Steven Schachter und Professor David Mamet kennen, mit denen er bis heute zusammenarbeitet. Macy brach sein Tiermedizin-Studium nach wenigen Semestern ab und nahm stattdessen bei Mamet Schauspielunterricht. Gemeinsam mit seinen Kommilitonen Joe Mantegna und Dennis Franz gründete er die Theatergruppe Mamet’s Mafia. Zusammen mit Mamet entwickelte er auch Practical Aesthetics, eine Schauspieltechnik, die er noch heute an der Schauspielschule der Atlantic Theater Company unterrichtet.
1972 zogen Macy, Mamet und Schachter nach Chicago und gründeten dort das St. Nicholas Theater. Zwei Jahre später ging Macy nach Los Angeles, wo er sich den Durchbruch als Filmschauspieler erhoffte, doch große Rollenangebote blieben vorerst aus. Stattdessen feierte er ab 1980 in New York große Erfolge als Theaterregisseur und erhielt gemeinsam mit dem Ensemble der Wiederaufführung des Stücks Unsere kleine Stadt von Thornton Wilder einen Tony Award. Anfang der 1990er Jahre wurde auch Hollywood auf ihn aufmerksam. Nach einer kleineren Rolle in Der Klient (1994) wurde er für seine Darstellung in Oleanna (1994) als Bester Hauptdarsteller für den Independent Spirit Award 1995 nominiert. Danach folgten  Mr. Holland’s Opus (1995), Murder in the First (1995) und Fargo (1996) der Coen-Brüder, wofür er als bester Nebendarsteller für einen Oscar nominiert wurde.
In den Folgejahren übernahm Macy Nebenrollen in Filmen wie Boogie Nights, Air Force One, Psycho, Wag the Dog – Wenn der Schwanz mit dem Hund wedelt, Zivilprozess, Pleasantville – Zu schön, um wahr zu sein, Magnolia und Jurassic Park III.  Von 2011 bis 2021 war er in der Rolle des Frank Gallagher in der erfolgreichen Serie Shameless zu sehen, für die er mehrere Fernsehpreise, darunter den Screen Actors Guild Award erhielt.
Seit Beginn der 1990er Jahre tritt Macy auch als Drehbuchautor in Erscheinung. Als solcher war er vor allem an Fernsehproduktionen beteiligt. 1988 gab er sein Regiedebüt mit einem Fernsehfilm. 2014 folgte mit Rudderless sein zweiter Spielfilm, 2017 wurde The Layover veröffentlicht. Seit 1997 ist er mit der Schauspielerin Felicity Huffman verheiratet, mit der er zwei Töchter hat. Am 7. März 2012 wurde Macy mit einem Stern der Kategorie Film auf dem Hollywood Walk of Fame (bei der Adresse 7060 Hollywood Boulevard) geehrt; seine Frau erhielt dort zeitgleich ebenfalls einen Stern.

## Filmografie (Auswahl)

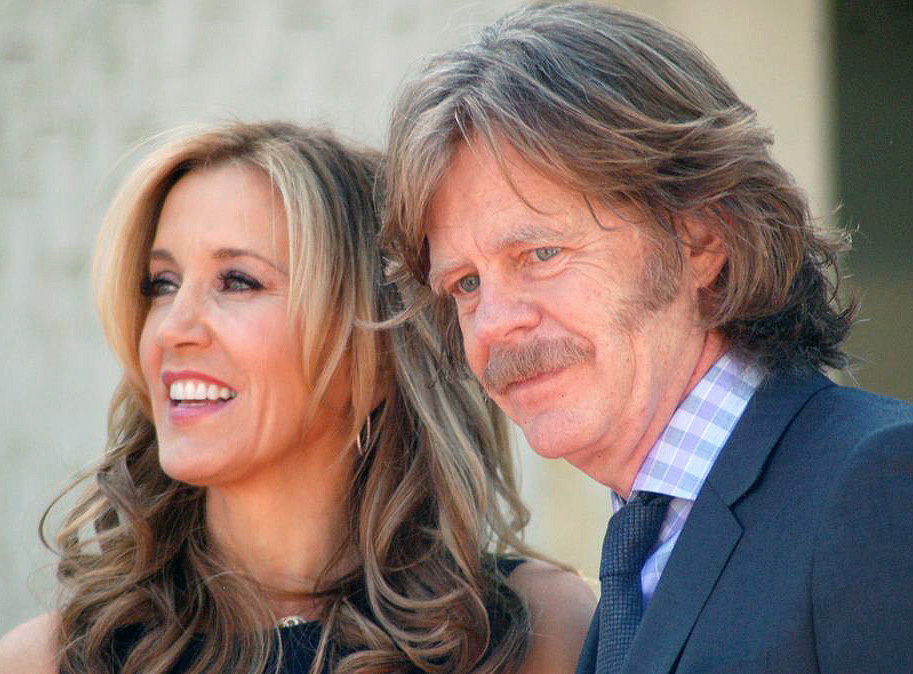
Macy mit seiner Frau Felicity Huffman bei der Verleihung des Sterns auf dem Hollywood Walk of Fame (2012)

### Schauspieler
- 1980: Ein tödlicher Traum (Somewhere in Time)
- 1983: An einem Morgen im Mai
- 1985: Der Tanz des Drachen (The last Dragon)
- 1987: Haus der Spiele (House of Games)
- 1990–1992: Law & Order (Fernsehserie, 2 Folgen)
- 1991: Mordkommission (Homicide)
- 1991: Schatten und Nebel (Shadows and Fog)
- 1993: Benny & Joon
- 1994: Der Klient (The Client)
- 1994: Oleanna
- 1994–2009: Emergency Room – Die Notaufnahme (ER, Fernsehserie, 31 Folgen)
- 1995: Mr. Holland’s Opus
- 1995: Murder in the First
- 1996: Mission: Rohr frei! (Down Periscope)
- 1996: Fargo
- 1996: Das Attentat (Ghosts of Mississippi)
- 1997: Air Force One
- 1997: Boogie Nights
- 1998: Wag the Dog – Wenn der Schwanz mit dem Hund wedelt (Wag the Dog)
- 1998: Pleasantville – Zu schön, um wahr zu sein (Pleasantville)
- 1998: Psycho
- 1998: Zivilprozess (A Civil Action)
- 1999: Ein filmreifer Mord
- 1999: Happy, Texas
- 1999: Mystery Men
- 1999: Magnolia
- 2000: Panic
- 2000: State and Main
- 2001: Jurassic Park III
- 2001: Focus
- 2002: Safecrackers oder Diebe haben’s schwer (Welcome to Collinwood)
- 2002: Das größte Muppet Weihnachtsspektakel aller Zeiten (It’s a Very Merry Muppet Christmas Movie)
- 2003: Von Tür zu Tür (Door to Door) (auch: Autor)
- 2003: The Cooler – Alles auf Liebe (The Cooler)
- 2003: Seabiscuit – Mit dem Willen zum Erfolg (Seabiscuit)
- 2004: Spartan
- 2004: U-Boat (In Enemy Hands)
- 2004: Final Call – Wenn er auflegt, muss sie sterben (Cellular)
- 2004: Der Schutzengel (The Wool Cap)
- 2005: Edmond
- 2005: Sahara – Abenteuer in der Wüste (Sahara)
- 2005: Thank You for Smoking
- 2006: Nightmares & Dreamscapes: Nach den Geschichten von Stephen King (Fernsehachtteiler, Folge 3 Umneys letzter Fall)
- 2006: Bobby
- 2007: Amok – He Was a Quiet Man
- 2007: Born to be Wild – Saumäßig unterwegs (Wild Hogs)
- 2008: The Deal – Eine Hand wäscht die andere (The Deal)
- 2009: Bruchreif (The Maiden Heist)
- 2009: Bart Got a Room
- 2009: Das Geheimnis des Regenbogensteins (Shorts)
- 2010: Marmaduke (Marmaduke)
- 2010: Dirty Girl
- 2011: Der Mandant (The Lincoln Lawyer)
- 2011–2021: Shameless (Fernsehserie, 134 Episoden)
- 2012: The Sessions – Wenn Worte berühren (The Sessions)
- 2013: A Single Shot – Tödlicher Fehler (A Single Shot)
- 2014: Rudderless
- 2014: Cake
- 2015: Raum (Room)
- 2016: Blood Father
- 2017: The Layover
- 2022: The Dropout (Fernsehserie, 5 Episoden)
- 2023: Hochzeit auf Umwegen (Maybe I Do)
- 2024: Ricky Stanicky
- 2024: Planet der Affen: New Kingdom (Kingdom of the Planet of the Apes)
- 2025: Train Dreams

### Als Regisseur
- 2014: Rudderless
- 2015–2019: Shameless (Fernsehserie, 3 Episoden)
- 2017: Mister Before Sister
- 2017: Krystal

### Als Drehbuchautor
- 1999: Ein filmreifer Mord
- 2002: Just a Walk in the Park
- 2004: Der Schutzengel (The Wool Cap)
- 2012: Shameless (Fernsehserie, Episode 2x06)
- 2014: Rudderless

## Auszeichnungen (Auswahl)
Oscar
- 1997: Nominierung in der Kategorie Bester Nebendarsteller für Fargo

Golden Globe Award
- 2003: Nominierung in der Kategorie Bester Hauptdarsteller – Mini-Serie oder TV-Film für Von Tür zu Tür
- 2004: Nominierung in der Kategorie Bester Nebendarsteller für Seabiscuit – Mit dem Willen zum Erfolg
- 2005: Nominierung in der Kategorie Bester Hauptdarsteller – Mini-Serie oder TV-Film für Der Schutzengel
- 2015: Nominierung in der Kategorie Bester Serien-Hauptdarsteller – Komödie oder Musical für Shameless
- 2018: Nominierung in der Kategorie Bester Serien-Hauptdarsteller – Komödie oder Musical für Shameless

Screen Actors Guild Award
- 1997: Nominierung als Bester Nebendarsteller für Fargo
- 1998: Nominierung als Bestes Schauspielensemble für Boogie Nights
- 2000: Nominierung als Bestes Schauspielensemble für Magnolia
- 2003: Auszeichnung als Bester Darsteller in einem Fernsehfilm oder Miniserie für Von Tür zu Tür
- 2004: Nominierung als Bestes Schauspielensemble für Seabiscuit
- 2005: Nominierung als Bester Darsteller in einem Fernsehfilm oder Miniserie für Der Schutzengel
- 2007: Nominierung als Bestes Schauspielensemble für Bobby
- 2007: Nominierung als Bester Darsteller in einem Fernsehfilm oder Miniserie für Nightmares & Dreamscapes: Nach den Geschichten von Stephen King
- 2015: Auszeichnung in der Kategorie Bester Darsteller in einer Comedyserie für Shameless
- 2016: Nominierung in der Kategorie Bester Darsteller in einer Comedyserie für Shameless
- 2017: Auszeichnung in der Kategorie Bester Darsteller in einer Comedyserie für Shameless
- 2018: Auszeichnung in der Kategorie Bester Darsteller in einer Comedyserie für Shameless

Primetime Emmy Award
- 1997: Nominierung als Bester Gastdarsteller in einer Dramaserie für ER
- 2000: Nominierung als Bester Gastdarsteller in einer Comedyserie für Sports Night
- 2000: Nominierung als Bester Hauptdarsteller in einer Miniserie oder einem Fernsehfilm für A Slight Case of Murder
- 2003: Auszeichnung als Bester Hauptdarsteller in einer Miniserie oder einem Fernsehfilm für Von Tür zu Tür
- 2003: Auszeichnung als  Bestes Drehbuch für eine Miniserie, einem Fernsehfilm oder einem Dramatischen Special für Von Tür zu Tür
- 2004: Nominierung als Bester Nebendarsteller in einer Miniserie oder einem Fernsehfilm für Stealing Sinatra
- 2005: Nominierung als Bester Hauptdarsteller in einer Miniserie oder einem Fernsehfilm für Der Schutzengel
- 2005: Nominierung als Beste Miniserie für Der Schutzengel (als Produzent)
- 2007: Nominierung als Bester Hauptdarsteller in einer Miniserie oder einem Fernsehfilm für Nightmares & Dreamscapes: From the Stories of Stephen King
- 2014: Nominierung als Bester Hauptdarsteller in einer Comedyserie für Shameless
- 2015: Nominierung als Bester Hauptdarsteller in einer Comedyserie für Shameless
- 2016: Nominierung als Bester Hauptdarsteller in einer Comedyserie für Shameless
- 2017: Nominierung als Bester Hauptdarsteller in einer Comedyserie für Shameless
- 2018: Nominierung als Bester Hauptdarsteller in einer Comedyserie für Shameless